# Midvale, Idaho
Midvale är en ort i Washington County i Idaho i USA. Vid 2020 års folkräkning hade Midvale 193 invånare.